# Arawacus paraguayensis
Arawacus paraguayensis är en fjärilsart som beskrevs av Percy I. Lathy 1926. Arawacus paraguayensis ingår i släktet Arawacus och familjen juvelvingar. Inga underarter finns listade i Catalogue of Life.